# Districtul Na Di
Na Di (în thailandeză นาดี) este un district (Amphoe) din provincia Prachinburi, Thailanda, cu o populație de 48.239 de locuitori și o suprafață de 1.168,1 km².

## Componență
Districtul este subdivizat în 6 subdistricte (tambon), care sunt subdivizate în 
63 de sate (muban).
| Nr. | Nume         | În thailandeză | Sate | Locuitori |  |
| --- | ------------ | -------------- | ---- | --------- |  |
| 1.  | Na Di        | นาดี            | 15   | 11,186    |  |
| 2.  | Samphan Ta   | สำพันตา         | 9    | 8,384     |  |
| 3.  | Saphan Hin   | สะพานหิน        | 10   | 3,289     |  |
| 4.  | Thung Pho    | ทุ่งโพธิ์          | 7    | 6,703     |  |
| 5.  | Kaeng Din So | แก่งดินสอ        | 12   | 10,150    |  |
| 6.  | Bu Phram     | บุพราหมณ์        | 10   | 8,527     |  |